# Jaap van Eik

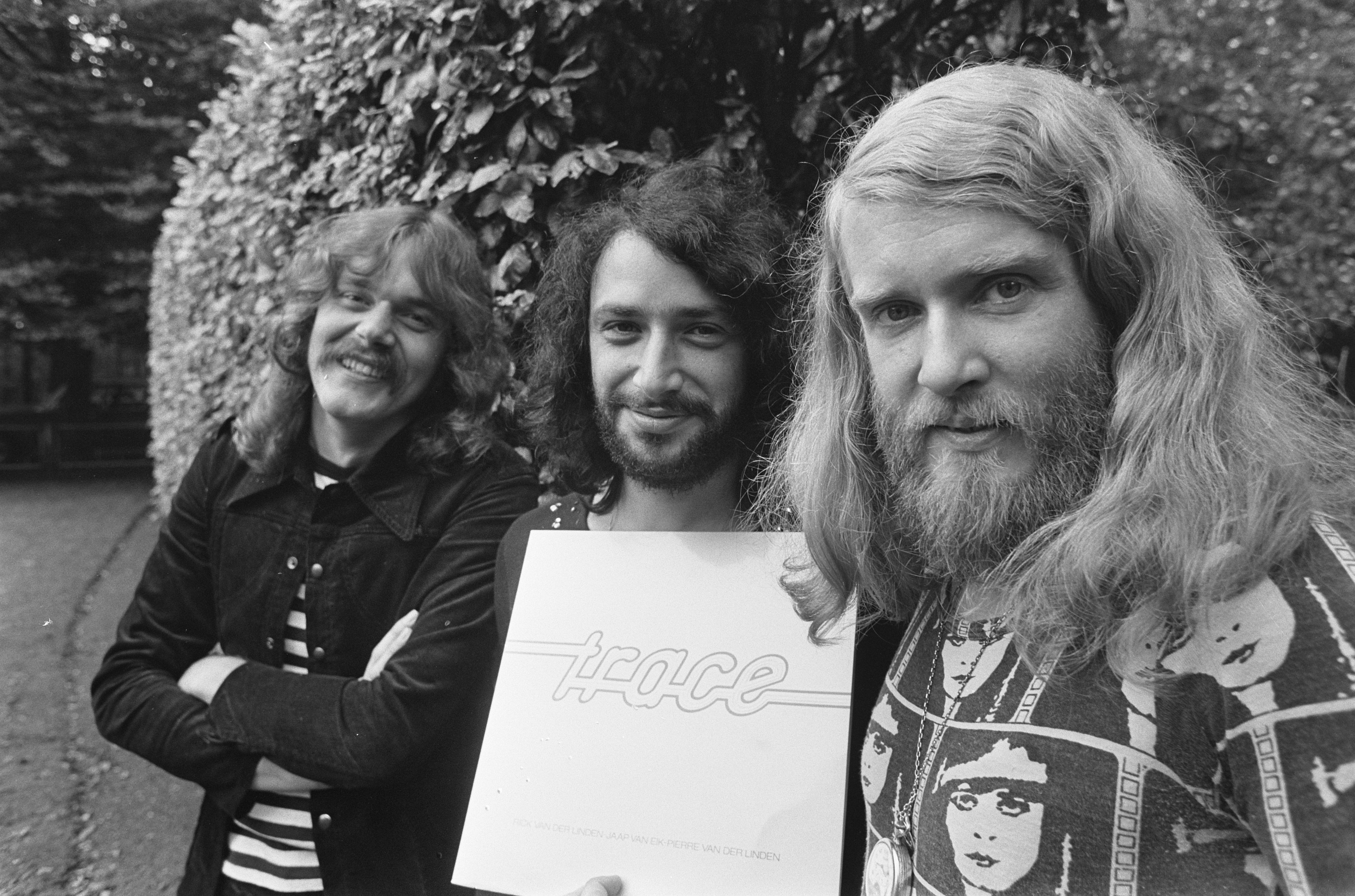
V.l.n.r. Jaap van Eik, Pierre van der Linden en Rick van der Linden bij de presentatie van het eerste album van Trace in 1974

Jaap van Eik (Den Haag, 17 oktober 1944) is een Nederlands basgitarist en journalist.
Van Eik studeerde aan de kunstacademie in Arnhem en speelde vanaf oktober 1964 basgitaar bij The Moans, waar hij toetsenist Herman Brood leerde kennen. Na twee jaar, waarin The Moans vooral in Duitsland optraden, werd Van Eik uit de band gezet. Hierna werd hij basgitarist bij Blues Dimension. Brood speelde inmiddels bij Cuby + Blizzards en haalde Van Eik in 1967 over om bij die groep basgitarist te worden, als opvolger van Willy Middel. In 1969 keerde Van Eik weer naar Blues Dimension terug.
In 1974 werd hij basgitarist in het supertrio Trace, met Rick van der Linden en Pierre van der Linden. Van Eik werkte aan twee albums mee. Hij stapte in 1977 uit de professionele muziek en werd journalist. Van 1977 tot 2000 was hij hoofdredacteur van het Nederlandse tijdschrift Musicmaker. Daarna werkte hij onder andere voor het opnieuw opgerichte tijdschrift Aloha en voor Revolver's Lust for Life.
In 2019 publiceerde Van Eik het boek De bas moet knorren (ISBN 978-9493028081) over zijn muzikale avonturen in de periode van 1965 tot 1977.
- Gemeinsame Normdatei: 1055910549
- International Standard Name Identifier: 0000 0001 3076 3736
- MusicBrainz: ebb1aa60-c133-4bf1-9efb-bce31f27c575
- Virtual International Authority File: 309723490